# Niezależna prałatura pilska
Niezależna prałatura pilska (łac. Territorialis Praelatura Schneidemuhlensis, niem. Freie Prälatur Schneidemühl) – istniejąca w latach 1920–1945 jednostka administracyjna Kościoła katolickiego obrządku łacińskiego w metropolii wrocławskiej ustanowiona przez papieża Benedykta XV. Powstała w wyniku zmian granic po zakończeniu I wojny światowej z obszarów należących wcześniej do diecezji wrocławskiej i chełmińskiej.

## Historia
W 1918 roku niepodległość odzyskało państwo polskie, w którego składzie znalazło się Pomorze Gdańskie (bez Gdańska) oraz znaczna część Wielkopolski na mocy traktatu wersalskiego zawartego w czerwcu 1919 roku. Oznaczało to, że część parafii wchodzących w skład metropolii gnieźnieńsko-poznańskiej pozostała poza granicami Polski w Niemczech.
Już w 1920 roku arcybiskup Edmund Dalbor, metropolita poznańsko-gnieźnieński ustanowił dla pięciu dekanatów liczących od 80 do 100 tys. wiernych z 45 parafiami delegata apostolskiego z uprawnieniami wikariusza generalnego. Jej przełożonym został ks. prałat dr Robert Weimann, będący do tej pory kanonikiem w Poznaniu. W tym samym czasie biskup Augustyn Rosentreter, ordynariusz chełmiński odmówił ustanowienia ponownej delegatury dla trzech dekanatów położonych poza granicami Polski, które liczyły 40 tys. wiernych. Mimo to w 1922 roku Stolica Apostolska przyłączyła je do utworzonej wcześniej delegatury apostolskiej, ustanawiając 10 sierpnia 1923 roku administraturę apostolską ze stolicą w Tucznie. Ta quasi-diecezja zajmowała obszar 7 695 km² przygraniczny dawnych prowincji Prusy Zachodnie i poznańskiej na którym zamieszkiwało 332 443 ludzi.
Dwa lata później w Monachium zmarł prałat Weimann. Został pochowany w Tucznie, a jego następcą został ks. Maximilian Kaller, który przeniósł siedzibę prałatury do Piły, która była stolicą prowincji Marchia Graniczna Poznańsko-Zachodniopruska. Zawarty w 1929 rok przez Prusy konkordat ostatecznie potwierdził istnienie prałatury, która została podporządkowana metropolii wrocławskiej. Jej zwierzchnik miał takie same uprawnienia i obowiązki jak ordynariusz w diecezji. Ponadto miał prawo zasiadać w niemieckiej konferencji biskupiej z prawem głosu.
W styczniu 1945 roku ostatni prałat (ks. Franz Hartz) uciekł w głąb Niemiec do Demmin. Zmarł w 1953 roku w Hüls koło Krefeld. Przegranie przez Niemcy II wojny światowej doprowadziło do kolejnych zmian terytorialnych w tej części Europy i przesunięcia granicy polsko-niemieckiej na zachód na Odrę i Nysę Łużycką. W rezultacie obszar prałatury znalazł się w całości na terytorium Polski. Pomimo tego w 1953 i 1964 roku obradował poza jej granicami w Niemczech konsystorz, którego ważność w obu przypadkach była potwierdzana przez Stolicę Apostolską.
Bezpośrednio w maju 1945 roku działalność na terytorium prałatury zaczęła polska administracja państwowa, a wraz z nią administracja kościelna. 1 sierpnia 1945 roku kard. August Hlond, Prymas Polski ustanowił ks. Edmunda Nowickiego administratorem apostolskim dla polskiej części diecezji berlińskiej i prałatury pilskiej ze stolicą w Gorzowie Wielkopolskim. W 1972 roku na mocy bulli Episcoporum Poloniae coetus papieża Pawła VI obszar dawnej prałatury został podzielony między nowo powstałe diecezję gorzowską i koszalińsko-kołobrzeską.

## Podział administracyjny
W skład niezależnej prałatury pilskiej wchodziły 74 parafie zgrupowane w 8 dekanatach:
- Piła
- Babimost
- Człuchów
- Lębork–Bytów
- Pszczew
- Wałcz
- Wschowa
- Złotów

## Prałaci
- 1920–1925: ks. prał. Robert Weimann
- 1925–1930: ks. prał. Maximilian Kaller
- 1930–1945: ks. prał. Franz Hartz
  - 1945–1951: bp Edmund Nowicki, administrator apostolski
  - 1951–1952: ks. prał. Tadeusz Załuczkowski, wikariusz kapitulny
  - 1952–1956: ks. prał. Zygmunt Szelążek, wikariusz kapitulny
  - 1956–1958: ks. prał. Józef Michalski, wikariusz kapitulny
  - 1958–1972: bp Wilhelm Pluta, administrator apostolski